# Alex Etel
Alexander Nathan Etel (* 19. September 1994 in Manchester, England) ist ein britischer Filmschauspieler.

## Kurzbiografie
Alex Etel wuchs zuerst in Manchester, dann in der Grafschaft Cheshire auf, wo er die Schule besuchte.
2004, im Alter von 10 Jahren, wurde Etel direkt an seiner Schule für den Film Millions unter Regie von Danny Boyle gecastet und wurde 2006 für den Saturn Award in der Kategorie Bester Nachwuchsschauspieler nominiert. Selbst für den BFCA Award und einen British Independent Film Award wurde der Jungschauspieler nominiert.
2006 stand er als Hauptdarsteller des Fantasyfilms Mein Freund, der Wasserdrache vor der Kamera, der Ende Januar 2008 auch im deutschsprachigen Raum Premiere feiert. 2007 spielte er in der Fernsehserie Cranford den Jungen Harry Gregson, Sohn eines Wilddiebs, der das Vertrauen des Gutsverwalters findet.
Laut seiner offiziellen Website (archivierte Version vom November 2017 unter Weblinks) hat er die Schauspielkarriere zugunsten seines Universitätsstudiums zurückgestellt.

## Filmografie
- 2004: Millions
- 2007: Mein Freund, der Wasserdrache (The Water Horse: Legend of the Deep)
- 2007: Cranford (Cranford) (Mini-Serie)
- 2009: From Time to Time
- 2010: Ways to Live Forever – Die Seele stirbt nie (Ways to Live Forever)

## Auszeichnungen

### Nominierungen
- 2005: British Independent Award für den Vielversprechendsten Newcomer, für: Millions
- 2006: Saturn Award für den Besten Nachwuchsschauspieler, für: Millions
- 2006: BFCA Award für den Besten Jungschauspieler, für: Millions
- 2008: Saturn Award für den Besten Nachwuchsschauspieler, für: Mein Freund, der Wasserdrache
- 2008: Young Artist Award für die Beste Darstellung in einem Spielfilm - Hauptdarsteller, für: Mein Freund, der Wasserdrache